# Bračni zavjeti
Bračni zavjeti su obećanja koja svaki supružnik daje drugomu tijekom svadbene svečanosti zasnovane na zapadnjačkim kršćanskim normama. Nisu prijeko potrebni u većini pravnih jurisdikcija. Istočni kršćani nemaju bračne zavjete u svojim tradicionalnim svadbenim obredima.
U doba Rimskog Carstva (17. pr. Kr. - 476. pos. Kr.) pripadnici nižih staleža imali su slobodne brakove. Mladenkin otac doveo je mladu mladoženji, a njih su se dvoje složili da su vjenčani, te da će se sporazumno pridržavati bračnih zavjeta. Bogati Rimljani, međutim, potpisali bi dokumente u kojima su navedena imovinska prava kako bi javno proglasili da je njihova zajednica legalizirana, a ne vanbračna zajednica. Ovo je bio početak službenoga sklapanja braka. 
Najstariji tradicionalni bračni zavjeti mogu se naći u priručnicima srednjovjekovne Crkve. U Engleskoj su postojali priručnici biskupija Salisbury (Sarum) i York. Sastavljači prve Knjige zajedničke molitve, objavljene 1549., svoju su bračnu službu temeljili uglavnom na priručniku Sarum. Nakon dogovora o vjenčanju, Engleska Crkva obično je nudila parovima izbor. Par bi mogao jedno drugome obećati da će se "voljeti i njegovati" ili alternativno, mladoženja obećava da će "voljeti, njegovati i poštovati", a mladenka "voljeti, njegovati i slušati".
Pri vjenčanju parova u latinskom obredu Rimokatoličke Crkve mladoženja i mladenka jedno drugome govore bračne zavjete.
Prema obredu vjenčanja, zaručnik kaže: "Ja, (zaručnik izgovara svoje ime ), uzimam tebe, (ime zaručnice), za svoju suprugu i obećavam ti vjernost u dobru i zlu, u zdravlju i bolesti i da ću te ljubiti i poštovati u sve dane života svoga." Zaručnica kaže: Ja, (zaručnica izgovara svoje ime), uzimam tebe, (ime zaručnika), za svoga supruga i obećavam ti vjernost u dobru i zlu, u zdravlju i bolesti i da ću te ljubiti i poštovati u sve dane života svoga. Svećenik na to izgovori: "Gospodin vam bio dobrostiv. Što Bog združi čovjek neka ne rastavlja. Amen."